# NCL-Stiftung
Die gemeinnützige NCL-Stiftung setzt sich gegen die seltene Kinderdemenz Neuronale Ceroid-Lipofuszinose (NCL) ein. Gegründet wurde sie im Jahr 2002 von Frank Husemann, nachdem bei seinem Kind NCL diagnostiziert wurde. Das Ziel der Stiftung ist es eine medizinische Therapie zu entwickeln, die eine Linderung des Leides der rund 700 NCL-Kinder in Deutschland und eine Heilung der Krankheit ermöglicht. Die Stiftung ist Träger des DZI-Spendensiegels und finanziert sich ausschließlich über Spendengelder.

## Aufgaben
Die Hauptaufgaben der NCL-Stiftung sind das Initiieren und Fördern ausgewählter Forschungsprojekte. Außerdem wird die Aufklärungsarbeit vorangetrieben. Fehldiagnosen sollen vermieden werden, um kostbare Zeit zu gewinnen. Durch die Ausrichtung von medizinischen Kongressen und die Verbreitung von Informationsmaterialien erhöht die Stiftung den Bekanntheitsgrad von NCL.

## Projekte

### NCL macht Schule
Der NCL-Stiftung ist es wichtig, bereits die junge Generation über die Kinderdemenz NCL und weitere seltene Erkrankungen aufzuklären und für das Thema zu sensibilisieren. Hierzu wurde das Schulprogramm „NCL macht Schule“ ins Leben gerufen mit Modulen für die Ober- und Mittelstufe und auch Angeboten für Grundschule und KITA.

### NCL-Forschungspreis
Die NCL-Stiftung verleiht regelmäßig den NCL-Forschungspreis. Dieser ehrt besonders klinisch-orientierte Projekte, die die Erforschung der Kinderdemenz NCL vorantreiben. Mit den Preisgeldern werden Stipendien für Postdoktoranden finanziert, um die Projekte umzusetzen. Die NCL-Stiftung konzentriert sich dabei auf die Erforschung der CLN3, der sogenannten juvenilen NCL. Insgesamt gibt es 13 verschiedene Formen von Neuronalen Ceroid Lipofuszinosen.

### Forschungsförderung Doktorandenstipendien
Um die Entwicklung einer Therapie gegen die tödliche Kinderdemenz NCL zu beschleunigen, fördert die Stiftung innovative Doktorarbeiten im Bereich NCL. Die Förderung ist weltweit möglich und erstreckt sich in der Regel über 1–3 Jahre. Die Forschungsanträge werden von neutralen Experten beurteilt.

### Fortbildungen für Mediziner
Die zertifizierte Online-Fortbildung „Diagnostik und Therapie der Juvenilen NCL“, die mit 2 CME-Punkten bewertet wird, soll Kinder- und Jugendmediziner, Neuropädiater und Augenärzte auf die Krankheit aufmerksam machen. Neben der Online-Fortbildung richtet die Stiftung regelmäßig Symposien auf Ärztekongressen aus, veröffentlicht Fachartikel und verteilt Merkblätter, um Mediziner über NCL zu informieren.

### NCL-Kongress
Um Forschungslücken gezielt zu schließen, veranstaltet die NCL-Stiftung jährlich den NCL-Kongress. Renommierte Forscher und Nachwuchswissenschaftler präsentieren hier ihre Arbeiten. Dieser Wissensaustausch fördert die Zusammenarbeit auf nationaler und internationaler Ebene.

## Mitgliedschaften und Spendensiegel
- Seit 2006 trägt die NCL-Stiftung das Spendensiegel des Deutschen Zentralinstituts für soziale Fragen (DZI).[6]
- 2006 wurde die NCL-Stiftung erstes außerordentliches Mitglied der Allianz Chronischer Seltener Erkrankungen (ACHSE e.V.).[7]
- Seit 2015 ist die NCL-Stiftung Mitglied im Bundesverband Deutscher Stiftungen.[8]

## Auszeichnungen
- Am 1. Oktober 2015 wurde Stiftungsgründer Frank Husemann das Bundesverdienstkreuz vom Bundespräsidenten Joachim Gauck verliehen.[9] Diese Auszeichnung ehrt sein vorbildliches soziales und ehrenamtliches Engagement.[10] Für sein soziales Engagement wurde Frank Husemann 2006 als „Hamburger des Jahres“ ausgezeichnet.
- Im Jahr 2015 belegte die NCL-Stiftung den zweiten Platz beim Aspirin Sozialpreis. Ausgezeichnet wurde das Schulprojekt „NCL macht Schule“. Der Preis wird für soziale Projekte im Gesundheitswesen verliehen.[11] Im Jahr 2012 wurde die NCL-Stiftung Zweiter beim Hamburger Stifterpreis. Der Preis wird alle zwei Jahre an gemeinnützige Stiftungen mit Sitz in Hamburg verliehen.[12]
- Für die Arbeit auf dem Gebiet der Schnittstellenforschung zwischen Kinder- und Altersdemenzen wurde der Stiftung  2017 der HanseMerkur Anerkennungspreis für Kinderschutz verliehen.[13]
- Im Jahr 2016 Sieger der Google Impact Challenge (lokale Projekte).
- Im Jahr 2017 Auszeichnung des Schulprojekts mit dem Hertie Preis.
- Im Jahr 2022 Ehrung von Frank Husemann mit dem Karl-Joachim Dreyer-Preis.
- Im Jahr 2023 Ehrung von Frank Husemann und der NCL-Stiftung mit der Medal of Merit von Lions International.